# Liste der Kulturdenkmäler in Helmenzen
In der Liste der Kulturdenkmäler in Helmenzen sind alle Kulturdenkmäler der rheinland-pfälzischen Gemeinde Helmenzen aufgelistet. Grundlage ist die Denkmalliste des Landes Rheinland-Pfalz (Stand: 4. Mai 2023).

## Einzeldenkmäler
| Bezeichnung | Lage                                   | Baujahr | Beschreibung                                                                                   | Bild            |
| ----------- | -------------------------------------- | ------- | ---------------------------------------------------------------------------------------------- | --------------- |
| Meilenstein | nordwestlich des Ortes an der B 8 Lage | um 1820 | preußischer Viertelmeilenstein (Streckenkilometer 3,201), kleiner zylindrischer Stein, um 1820 | Fotos hochladen |

## Ehemalige Kulturdenkmäler
| Bezeichnung | Lage            | Baujahr         | Beschreibung                                                               | Bild |
| ----------- | --------------- | --------------- | -------------------------------------------------------------------------- | ---- |
| Wohnhaus    | Hohlweg 11 Lage | 18. Jahrhundert | Fachwerkhaus, teilweise massiv, 18. Jahrhundert; aus Denkmalliste gelöscht | BW   |